# 皮爾蒙特 (新罕布什爾州)
皮爾蒙特（英語：Piermont）是一個位於美國新罕布什爾州格拉夫頓縣的鎮。

## 人口
根據2020年美國人口普查的數據，皮爾蒙特的面積為103.20平方千米，當中陸地面積為99.60平方千米，而水域面積為3.60平方千米。當地共有人口769人，而人口密度為每平方千米7人。